# 안주 충민사
안주 충민사(安州 忠愍祠)는 평안남도 안주군 안주읍 안주성 내에 있던 옛 사우이다.
1681년 조선 중기의 무신 충장공 남이흥(忠蔣公 南以興)을 모시기 위해 지어졌고, 1682년 사액을 받았다.
안주성 옆 충민사가 건립되기 전 정묘호란시 안주성에서 순국한 수천명의 원혼을 달래기 위하여 안주 시민들이 자발적으로 모금하여 안주성내에 있는 백상루에서 수십년 간 제향하여 오는 것을 숙종때 당시 평안감사 유상훈. 평안병사 이세화 등이 장계를 올려 충민사를 국가 사업으로 건립토록 하였다.
주벽에 평안병사 남이흥. 동무= 안주목사 김준. 구성부사 전상의. 서무= 평안우후 박명용.강게부사 이상안.용천부사 이희건. 송도남.윤혜.함응수.양진국.박충노. 장돈.김양언.송덕영.김언수.한덕문 이상 16인의 위패가 봉안되어 있고 제향시 임금이 보낸 유신 초헌관. 아헌 평안감사.평안병사. 종헌 평안우후가 매년 제향 하였다.
비문은 영중추부사 남구만. 영의정 최석정. 이조판서 조상우로 하여 세워진 비문이 있다. 평안남도 안주에 세워진 충민사는 북한 국가지정문화제 740호로 지정되어 현재 원형 보존되어 있음을 통일부 북한도서 민족문화 백과사전에 있다.
1871년(고종 8) 대원군의 서원철폐령에도 훼철되지 않고 존속되었다.

## 기타
남이흥 장군 순국일 정월 21일 왕명에 의해 건립된 충남 당진의 충장사에서 불천위 제향을 매년 하고 있으며, 충장사 하단에 양세충신 정여가 세워져 있다.
충남 당진시에서는 나라사랑 정신 애국충절을 선양하는 남이흥장군 문화축제가 매년 10월에 거행된다.

## 같이 보기
- 남이흥